# Abdisalam Ibrahim
Abdisalam Abdulkadir Ibrahim (Burao, 1º maggio 1991) è un calciatore somalo naturalizzato norvegese, centrocampista svincolato.

## Carriera

### Club

#### Gli inizi
A livello giovanile, Ibrahim ha giocato per Øyer-Tretten, Lørenskog e Fjellhamar. Per quest'ultimo club, ha avuto modo di debuttare in prima squadra nel corso del 2006, nella 3. divisjon locale.

#### Gli anni inglesi
È stato acquistato il 1º luglio 2007 dal Manchester City, con il quale ha esordito in prima squadra il 24 gennaio 2010, in FA Cup, durante la sfida tra Scunthorpe United e Manchester City, vinta dai Citizens col punteggio di 2-4. Il debutto in Premier League è arrivato il 21 febbraio 2010, nella partita tra Manchester City e Liverpool, conclusasi con un pareggio a reti inviolate: ha sostituito Stephen Ireland nel secondo tempo del match. Il 7 aprile 2010, Ibrahim ha prolungato il suo contratto fino al 2014.
Il 14 gennaio 2011 è passato in prestito per 6 mesi allo Scunthorpe United, formazione militante nella Championship. Il giorno seguente ha disputato il primo incontro in squadra, schierato titolare nella sconfitta per 4-0 contro il Leeds.

#### N.E.C.
Il 31 luglio 2011 è passato in prestito al N.E.C., club dell'Eredivisie. Ha esordito nel campionato olandese in data 10 settembre, sostituendo Navarone Foor nella sconfitta per 1-0 in casa del De Graafschap. Ha segnato la prima rete in squadra nel 3-3 contro il Groningen.

#### Strømsgodset
Il 3 agosto 2012 si è trasferito allo Strømsgodset con la stessa formula. Ha debuttato nell'Eliteserien il 4 agosto, sostituendo Adama Diomandé nel pareggio per 1-1 sul campo dell'Hønefoss. Il 21 settembre successivo, ha realizzato la prima rete, nella sconfitta per 3-2 contro il Viking. Il 2 luglio 2013 è stato reso noto che Ibrahim sarebbe rimasto allo Strømsgodset fino al termine della stagione in corso, con il City che avrebbe comunque potuto venderlo nella finestra di mercato estiva, in caso di arrivo di un'offerta ritenuta idonea. Ha contribuito al successo finale nel campionato 2013, per poi ritornare al Manchester City per fine prestito. Il 22 gennaio 2014 è stato svincolato dal club mancuniano.

#### Trasferimento in Grecia
Il 24 gennaio 2014, ha firmato un contratto valido per i successivi tre anni e mezzo con i greci dell'Olympiacos. Il giorno stesso, è passato in prestito all'Ergotelīs. Ha debuttato nella Souper Ligka Ellada in data 2 febbraio, schierato titolare nella vittoria per 0-1 sul campo del Panionios. Il 23 marzo è arrivato la prima rete nella massima divisione locale, nella sconfitta per 1-4 contro l'Olympiakos.
Tornato all'Olympiakos, nel corso della stagione 2014-2015 ha disputato una sola partita: il 7 gennaio 2015 è sceso in campo in luogo di Pajtim Kasami nella vittoria per 0-2 sul campo del Fostiras. Nell'estate 2015, si è aggregato al Bari in prova, partendo con il resto della squadra per il ritiro svoltosi a Roccaporena. Successivamente, ha lasciato il ritiro per motivi famigliari e burocratici, senza aver firmato alcun contratto.
Il 24 agosto 2015 ha firmato un contratto biennale con il Veria. Ha esordito in squadra il 29 agosto, sostituendo Radosław Majewski nella vittoria per 0-2 maturata sul campo del Panthrakikos.

#### Viking
Il 13 gennaio 2016, il Viking ha comunicato d'aver ingaggiato Ibrahim, che ha firmato un contratto triennale con il nuovo club. Ha scelto di indossare la maglia numero 16. Ha esordito in squadra il 25 marzo successivo, schierato titolare nella vittoria sul campo del Vålerenga col punteggio di 0-2. Il 24 luglio ha trovato la prima rete, con cui ha contribuito al pareggio per 2-2 maturato in casa dell'Odd. Ha chiuso la stagione con 26 presenze e 2 reti, tra campionato e coppa.

#### Vålerenga
Il 31 marzo 2017, ultimo giorno di calciomercato in Norvegia, è passato a titolo definitivo al Vålerenga: ha firmato un accordo biennale e ha scelto la maglia numero 6. Ha debuttato con questa casacca il 3 aprile, schierato titolare nella vittoria per 1-0 contro la sua ex squadra del Viking. Il 26 aprile ha trovato le prime reti per il Vålerenga, siglando una tripletta nel successo per 0-8 arrivato sul campo del Gran, sfida valida per il primo turno del Norgesmesterskapet. Ha chiuso la stagione a quota 20 presenze e 3 reti, tra campionato e coppa.

#### Pafos
Il 31 gennaio 2019 viene acquistato dai ciprioti del Pafos.

#### Bisceglie
Dopo avere lasciato il Pafos nell'estate 2020, rimane svincolato sino al 24 marzo 2021, giorno in cui firma con il Bisceglie.

### Nazionale
Ibrahim ha giocato per tutte le rappresentative giovanili norvegesi. Ha esordito nella Nazionale Under-21 il 28 maggio 2010, nella vittoria per 2-1 sull'Ungheria. Il 7 maggio 2013, è stato incluso nella lista provvisoria consegnata all'UEFA dal commissario tecnico Tor Ole Skullerud in vista del campionato europeo Under-21 2013. Il 22 maggio, il suo nome è comparso tra i 23 calciatori scelti per la manifestazione. La selezione norvegese ha superato la fase a gironi, per poi venire eliminata dalla Spagna under 21 in semifinale. In base al regolamento, la Norvegia ha ricevuto la medaglia di bronzo in ex aequo con l'Paesi Bassi Under-21, altra semifinalista battuta.
Il 29 novembre 2013, è stato chiamato in Nazionale maggiore dal commissario tecnico Per-Mathias Høgmo, in vista di due amichevoli contro Moldavia e Polonia da disputarsi nel mese di gennaio 2014 ad Abu Dhabi. Il 15 gennaio 2014 ha esordito così per la Norvegia, sostituendo Harmeet Singh nella vittoria per 1-2 contro la formazione moldava.

## Statistiche

### Presenze e reti nei club
Statistiche aggiornate al 29 novembre 2017.
| Stagione               | Club                   | Campionato             | Campionato | Campionato | Coppe nazionali | Coppe nazionali | Coppe nazionali | Coppe continentali | Coppe continentali | Coppe continentali | Supercoppe | Supercoppe | Supercoppe | Totale | Totale |
| Stagione               | Club                   | Comp                   | Pres       | Reti       | Comp            | Pres            | Reti            | Comp               | Pres               | Reti               | Comp       | Pres       | Reti       | Pres   | Reti   |
| ---------------------- | ---------------------- | ---------------------- | ---------- | ---------- | --------------- | --------------- | --------------- | ------------------ | ------------------ | ------------------ | ---------- | ---------- | ---------- | ------ | ------ |
| 2006                   | Fjellhamar             | 3D                     | ?          | ?          | CN              | ?               | ?               | -                  | -                  | -                  | -          | -          | -          | ?      | ?      |
| 2007                   | Fjellhamar             | 3D                     | ?          | ?          | CN              | ?               | ?               | -                  | -                  | -                  | -          | -          | -          | ?      | ?      |
| Totale Fjellhamar      | Totale Fjellhamar      | Totale Fjellhamar      | ?          | ?          |                 | ?               | ?               |                    | -                  | -                  |            | -          | -          | ?      | ?      |
| 2009-2010              | Manchester City        | PL                     | 1          | 0          | FACup+CdL       | 1+0             | 0               | -                  | -                  | -                  | -          | -          | -          | 2      | 0      |
| 2010-gen.-2011         | Manchester City        | PL                     | 0          | 0          | FACup+CdL       | 0+1             | 0               | UEL                | 0                  | 0                  | -          | -          | -          | 1      | 0      |
| Totale Manchester City | Totale Manchester City | Totale Manchester City | 1          | 0          |                 | 2               | 0               |                    | 0                  | 0                  |            | -          | -          | 3      | 0      |
| gen.-giu. 2011         | Scunthorpe Utd         | FLC                    | 11         | 0          | FACup+CdL       | -               | -               | -                  | -                  | -                  | -          | -          | -          | 11     | 0      |
| 2011-2012              | N.E.C.                 | ED                     | 8          | 1          | CO              | 2               | 0               | -                  | -                  | -                  | -          | -          | -          | 10     | 1      |
| ago.-dic. 2012         | Strømsgodset           | ES                     | 11         | 3          | CN              | 1               | 0               | -                  | -                  | -                  | -          | -          | -          | 12     | 3      |
| 2013                   | Strømsgodset           | ES                     | 27         | 2          | CN              | 1               | 0               | UEL                | 4                  | 0                  | -          | -          | -          | 32     | 2      |
| Totale Strømsgodset    | Totale Strømsgodset    | Totale Strømsgodset    | 38         | 5          |                 | 2               | 0               |                    | 4                  | 0                  |            | -          | -          | 44     | 5      |
| gen.-giu. 2014         | Ergotelīs              | SL                     | 12         | 1          | CG              | -               | -               | -                  | -                  | -                  | -          | -          | -          | 12     | 1      |
| 2014-2015              | Olympiacos             | SL                     | 0          | 0          | CG              | 1               | 0               | UCL                | -                  | -                  | -          | -          | -          | 1      | 0      |
| ago.-dic. 2015         | Veria                  | SL                     | 7          | 0          | CG              | 2               | 0               | -                  | -                  | -                  | -          | -          | -          | 9      | 0      |
| 2016                   | Viking                 | ES                     | 25         | 2          | CN              | 1               | 0               | -                  | -                  | -                  | -          | -          | -          | 26     | 2      |
| 2017                   | Vålerenga              | ES                     | 16         | 0          | CN              | 4               | 3               | -                  | -                  | -                  | -          | -          | -          | 20     | 3      |
| Totale                 | Totale                 | Totale                 | ?          | ?          |                 | ?               | ?               |                    | 4                  | 0                  |            | -          | -          | ?      | ?      |

### Cronologia presenze e reti in nazionale
| Cronologia completa delle presenze e delle reti in nazionale ― Norvegia | Cronologia completa delle presenze e delle reti in nazionale ― Norvegia | Cronologia completa delle presenze e delle reti in nazionale ― Norvegia | Cronologia completa delle presenze e delle reti in nazionale ― Norvegia | Cronologia completa delle presenze e delle reti in nazionale ― Norvegia | Cronologia completa delle presenze e delle reti in nazionale ― Norvegia | Cronologia completa delle presenze e delle reti in nazionale ― Norvegia | Cronologia completa delle presenze e delle reti in nazionale ― Norvegia |
| Data                                                                    | Città                                                                   | In casa                                                                 | Risultato                                                               | Ospiti                                                                  | Competizione                                                            | Reti                                                                    | Note                                                                    |
| ----------------------------------------------------------------------- | ----------------------------------------------------------------------- | ----------------------------------------------------------------------- | ----------------------------------------------------------------------- | ----------------------------------------------------------------------- | ----------------------------------------------------------------------- | ----------------------------------------------------------------------- | ----------------------------------------------------------------------- |
| 15-1-2014                                                               | Abu Dhabi                                                               | Moldavia                                                                | 1 – 2                                                                   | Norvegia                                                                | Amichevole                                                              | -                                                                       |                                                                         |
| 18-1-2014                                                               | Abu Dhabi                                                               | Polonia                                                                 | 3 – 0                                                                   | Norvegia                                                                | Amichevole                                                              | -                                                                       |                                                                         |
| Totale                                                                  |                                                                         | Presenze                                                                | 2                                                                       |                                                                         | Reti                                                                    | 0                                                                       |                                                                         |

## Palmarès

### Club

#### Competizioni giovanili
- FA Youth Cup: 1

Manchester City: 2007-2008

#### Competizioni nazionali
- Campionato norvegese: 1

Strømsgodset: 2013
- Campionato greco: 1

Olympiakos: 2014-2015
- Coppa di Grecia: 1

Olympiakos: 2014-2015